# Army of Thieves
Série
Army of the Dead
Pour plus de détails, voir Fiche technique et Distribution.
Army of Thieves ou L'Armée des voleurs au Québec, est un film américano-allemand réalisé par Matthias Schweighöfer et sorti en 2021 sur Netflix. Il s'agit d'une préquelle du film Army of the Dead de Zack Snyder, sorti en 2021. Le film met notamment en avant le personnage de Ludwig Dieter, incarné par Matthias Schweighöfer, qui réalise donc également le film.

## Synopsis
Sebastian Schlencht-Wöhnert, réceptionniste de banque, est passionné par le fabuleux mystère de quatre coffres mythiques créé par le célèbre serrurier Hans Wagner, d’après L'Anneau du Nibelung, cycle d’opéras de Richard Wagner. Ces quatre coffres, unis à l’origine, furent séparés et les trois premiers se trouvent dans trois pays différents. Ils présentent une difficulté croissante dans la résolution de leur ouverture, soit, successivement, Rheingold, Walkyrie, Siegfried et Götterdämmerung, dont la localisation est inconnue.
Sebastian, qui prendra ultérieurement le pseudonyme de Ludwig Dieter, intègre un gang de braqueurs qui traque les différents coffres et a ainsi besoin de ses talents de perceur de coffres.
L'histoire se déroule en Europe alors que les médias font état d'étranges évènements de Las Vegas, qui sont les prémices d'une invasion zombie.

## Fiche technique
Sauf indication contraire, les informations mentionnées dans cette section peuvent être confirmées par la base de données cinématographiques IMDb,  présente dans la section « Liens externes ».
- Titre original, français : Army of Thieves
- Titre québécois : L'Armée des voleurs
- Titre de travail : Army of the Dead: The Prequel
- Réalisation : Matthias Schweighöfer
- Scénario : Shay Hatten, d'après Army of the Dead de Zack Snyder
- Musique : Hans Zimmer et Steve Mazzaro
- Décors : Christian Eisele
- Costumes : Stephanie Portnoy Porter
- Photographie : Bernhard Jasper
- Montage : Alexander Berner
- Production : Misha Bukowski, Wesley Coller, Dan Maag, Matthias Schweighöfer, Deborah Snyder et Zack Snyder
  - Production déléguée : Christian Angermayer, Klemens Hallmann et Frank Kusche
- Sociétés de production : The Stone Quarry, Film United et Pantaleon Films
- Société de distribution : Netflix
- Pays de production :  États-Unis,  Allemagne
- Langues originales : anglais, allemand et français
- Format : couleur
- Genre : action, comédie noire
- Durée : 129 minutes
- Date de sortie mondiale : 29 octobre 2021 (Netflix)

## Distribution
- Matthias Schweighöfer (VF : Théo Frilet) : Sebastian Schlencht-Wöhnert, alias « Ludwig Dieter »
- Nathalie Emmanuel (VF : Victoria Grosbois) : Gwendoline Starr
- Guz Khan (en) (VF : Baudouin Sama) : Rolph
- Ruby O. Fee (VF : Zina Khakhoulia) : Korina Dominguez
- Stuart Martin (VF : Julien Allouf) : Alexis Broschini, alias « Brad Cage »
- Jonathan Cohen (VF : lui-même) : l'agent Vincent Delacroix
- Noémie Nakai (VF : elle-même) : l'agent Beatrix
- Christian Steyer : Hans Wagner
- Dan Bradford : le grand costaud
- Barbara Meier : Lucy
- Andreas "Nowi" Nowak : Tom CM
- Peter Hosking : le policier Joe
- Fanette Ronjat : la manageur du casino
- Dunja Hayali : la journaliste télé
- Amy Huck : Lady Café
- Peter Simonischek : le serrurier
- Dave Bautista (VF : Serge Biavan) : Scott Ward
- Ana de la Reguera (VF : Capucine Lespinas) : Maria Cruz

## Production
Le film est annoncé en septembre 2020, avant-même la diffusion de Army of the Dead de Zack Snyder. Cette préquelle est tout d'abord intitulée Army of the Dead: The Prequel. Le tournage a lieu à Prague en République tchèque, à Hallstatt en Autriche, à Saint-Moritz en Suisse ainsi qu'à Berchtesgaden en Allemagne. Les prises de vues s'achèvent rapidement en décembre 2020.
En avril 2021, le titre officiel est révélé : Army of Thieves.